# 盧恩·古靴美·迪·捷西斯·韋拉
盧恩·古靴美·迪·捷西斯·韋拉（Luan Guilherme de Jesus Vieira ，1993年3月27日—），簡稱盧恩·古靴美或盧恩·韋拉，是一名巴西足球運動員，司職前鋒，現效力於巴甲球隊哥連泰斯。2016年巴西里約奧運，他為巴西奧運足球代表隊贏得奧運足球金牌。

## 榮譽

### 國家隊
巴西
- 奧運金牌: 2016